# 象牙喙啄木鳥
象牙喙啄木鳥（学名：Campephilus principalis），又名象牙嘴啄木鳥，是一種絕滅的啄木鳥。
2021年9月，美國魚類及野生動物管理局認為象牙喙啄木鳥已滅絕。

## 特徵

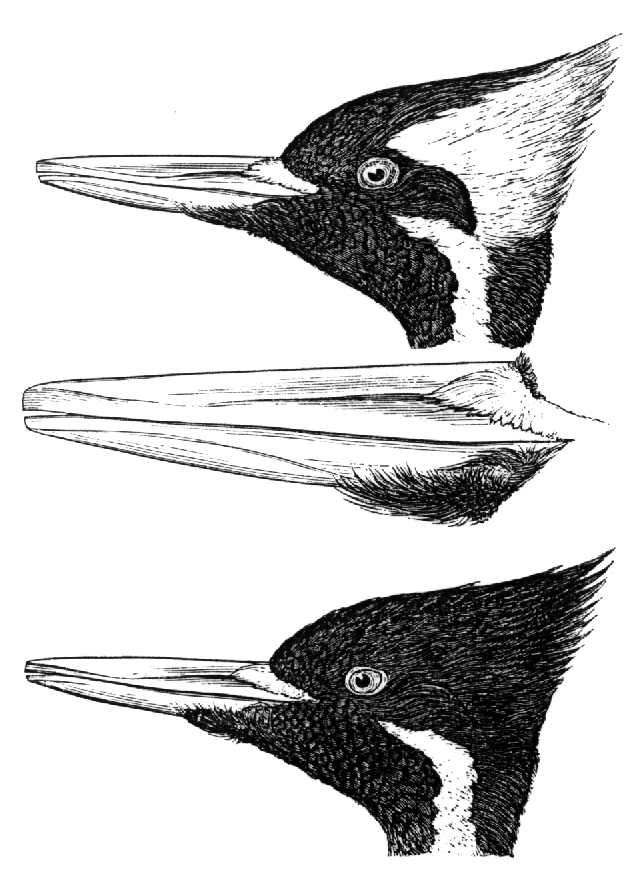
雄鳥（上）與雌鳥（下）的分別。

象牙喙啄木鳥是世界上第二大的啄木鳥，最大的是墨西哥西部的帝啄木鳥。牠們長約50厘米，重570克，翼展長75厘米。牠們的頸部及背部呈藍黑色，有白色彩的斑紋，下顎呈黑色。翼面及翼底都有白邊，翼底前亦有白邊，形成中間有一條黑線，逐漸向翼端擴大。成鳥的喙呈象牙色，雛鳥的呈白堊色。頭上有冠，雛鳥及雌鳥的冠呈黑色，雄鳥的冠前邊呈黑色，後及側邊呈紅色。當站立及雙翼折合時，牠們下背部就像有一大幅呈三角形的白色，與北美黑啄木鳥（Dryocopus pileatus）有所分別。
象牙喙啄木鳥的直喙強而有力，舌頭長而靈活，有刺及尖端堅硬。牠們的喙尖稍為扁平，在北美洲的啄木鳥中算為獨特。牠們的叫聲像小號。

## 棲息地及食性
象牙喙啄木鳥喜歡棲息在密林沼澤及針葉林。在美國內戰前，大部份美國南部都是適合牠們生活的原始森林覆蓋。當時牠們分佈在德克薩斯州東部至北卡羅萊納州及伊利諾伊州至科羅拉多州及古巴。內戰後，南部遭受伐林的影響，只餘下少量適合棲息的地方。
象牙喙啄木鳥主要吃樹棲的甲蟲幼蟲，且會吃種子、果實及其他昆蟲。牠們將喙來錘入、鑽入及撕開枯樹尋找昆蟲。牠們每一對需要約25平方公里來搜尋足夠的食物，分佈得算為稀疏。較為普遍的北美黑啄木鳥會與牠們爭奪食物。

## 繁殖
象牙喙啄木鳥相信是與伴侶終生及一同遷徙的。牠們每年約於1月至5月交配。牠們會在枯樹上離地15米的地方鑿一個巢。每次生2-5隻蛋，約需3-5星期來孵化。雙親都會孵蛋及照顧雛鳥，晚上主要是由雄鳥負責。雛鳥出生後5個星期就會學習飛行，但雙親仍會餵養雛鳥達2個月之久。在冬天雛鳥就會離開獨立生活。

## 保育狀況

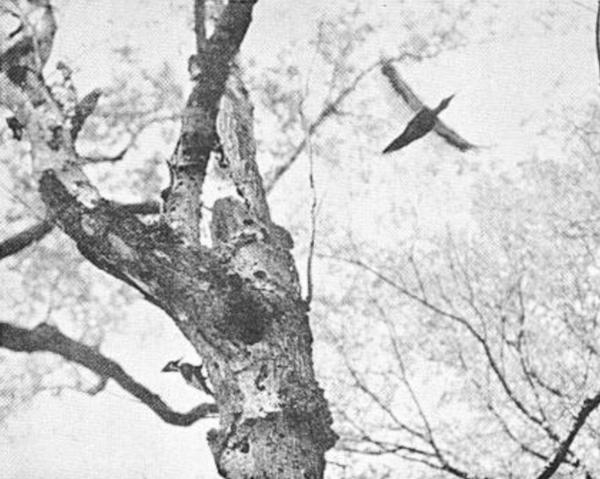
象牙喙啄木鳥及其巢穴，1935年4月摄

象牙喙啄木鳥於1800年代因獵殺數量而大量下降。於1920年代，當兩隻象牙喙啄木鳥在科羅拉多州被射殺後，一般相信牠們已經滅絕了。
於1938年，在野外就估計只餘下20隻象牙喙啄木鳥，當中的6-8隻在路易斯安娜州的一個私人原始森林。這個森林最終亦被清理及伐林，最後的雌性象牙喙啄木鳥於1944年死去。於1940年代至1990年代有多個聽見象牙喙啄木鳥叫聲的報告，但都不能證實。牠們於1967年被列為瀕危物種，並於1994年列為滅絕，但後來因相信牠們仍然存在而改列為瀕危。
於2004年及2005年間，有指在美國阿肯色州發現最少一隻象牙喙啄木鳥。但是，有些學者卻懷疑有關的發現，因為在這個地方未有發現象牙喙啄木鳥的屍體或巢穴，甚至懷疑所謂的象牙喙啄木鳥其實是北美黑啄木鳥。

## 外部連結
- Big Woods Conservation Partnership（页面存档备份，存于）
- Ghost Bird（页面存档备份，存于） - A new independent feature documentary about the search for the Ivory-billed woodpecker.
- BBC報導再發現象牙喙啄木鳥（页面存档备份，存于）
- CBS報導再發現象牙喙啄木鳥（页面存档备份，存于）
- 對再發現象牙喙啄木鳥的懷疑（页面存档备份，存于）
- 象牙喙啄木鳥的映片
- 象牙喙啄木鳥的相片
- 象牙喙啄木鳥棲息地的地圖